# Salbakuta
Salbakuta es una banda de rap de Filipinas creado por Andrew E. en 2001.  Se dieron a conocer con su primer sencillo titulado "S2pid Luv".

## Miembros
- Charliemac[2]
- MadKilla[2]
- Jawtee[1]
- BenDeatha[2]
- NastyMac[2]

## Discografía

### Álbumes
- Ayoko ng Ganitong Life (2001)
- S2pid Luv OST (2002)
- Meron ka bang Ganitong Life (2003)
- Pang-romansa Espesyal (2005)
- Rebirth (2014)

### Sencillos
- Stupid Love (2001)
- Di Karapat Dapat (2002)
- Yo Gloria (con Rachelle Ann Go) (2004)
- Wag kang Magtaka (con Baby Bell) (2012)
- Mabuti na lang (con Jay R) (2013)
- Sa Una lang pala (feat. R-Jay) (2017)
- Bounce (2021)
- Nang Ma-in love ako sayo (2021)